# Afrodita z Knidu
Afrodita z Knidu, Afrodita Knidská či Afrodíté Knidská (řecky: Αφροδίτη της Κνίδου) byla mramorová starořecká socha z dílny sochaře Praxitela. Zobrazuje bohyni Afroditu. Dílo vzniklo ve 4. století př. n. l. Představovalo jedno z prvních vyobrazení nahé ženské postavy v životní velikosti v dějinách starořecké civilizace. Do té doby řeckému sochařství dominovaly mužské nahé postavy, předcházející ženské postavy (koré) byly oblečené. Afrodita byla zobrazena nahá, jak sahá po osušce (neboť si připravuje rituální koupel) a zakrývá si ohanbí, což nechává její prsa odhalená. Co se týče klína, není naznačeno ani ochlupení, ani anatomie genitálií. Původní řecká socha již neexistuje, dochovalo se však mnoho římských kopií zvaných obvykle Venus Pudica (k nejznámějším patří Kapitolská Venuše a Medicejská Venuše). Šlo o jednu z nejkopírovanějších soch ve starověkém světě. Nadlouho ustavila pravidla proporcí ženského aktu.
Nejstarším textem, který se zmiňuje o soše, je Naturalis historia Plinia Staršího, který uvádí, že Praxiteles vytesal dvě sochy Afrodity, jednu oblečenou a jednu nahou; oblečenou si koupili lidé z Kósu, nahou občané Knidu. Sochu pak postavili jako kultovní do tamního Afroditina chrámu. Pozdější osud sochy je nejistý, podle často tradované verze byla převezena do Konstantinopole (dnešní Istanbul), kde byla umístěna v Lauseionu. V roce 475 tento palác vyhořel a socha se navždy ztratila.
Vzhledem k tomu, že kopie zobrazují různé tvary, pózy a doplňky, nemůžeme si o podobě originálu udělat přesnou představu. Za nejvěrnější originálu bývá označována Colonna Venus ve sbírkách Vatikánských muzeí. Jeden ze znaků, jež je společný všem kopiím, je hlava otočená doleva. Socha byla patrně polychromovaná a na současníky působila mimořádně živě. Většina historiků se domnívá, že měla vyvolávat mužské sexuální reakce, což nijak nepopírá její kultickou povahu. O sexuální dráždivosti svědčí i starověké zdroje, v dialogu Erótes, který je tradičně připisován Lúkiánovi, je popsán příběh muže, který se v noci vloupal do chrámu a pokusil se se sochou souložit. Když byl nachytán kněžkou, v hanbě se vrhl z útesu poblíž okraje chrámu. Dle oblíbené legendy byla předlohou sochy hetéra Fryné. Oblíbenou anekdotu, že se na sochu přišla podívat i samotná Afrodita a užasla, jak ji mohl Praxiteles tak dokonale zobrazit, když ji nikdy neviděl nahou, cituje řada starověkých autorů, včetně Platóna a Antipatra ze Sidónu. Podle jedné z legend král Nikomédés I. z Bithýnie nabídl Kniďanům, že výměnou za sochu splatí obrovské dluhy jejich města, ale odmítli.
Při vykopávkách v Knidu v letech 1969 až 1972 objevila archeoložka Iris Loveová pozůstatky kruhové budovy, kterou identifikovala jako Afroditin chrám. Našla i kámen s vyrytými písmeny PRAX, o kterém soudila, že je to podstavec Praxitelovy sochy Afrodity. Mnoho odborníků to ale zpochybnilo.